# Przybycie Chorwatów
Przybycie Chorwatów – okres w dziejach Chorwatów od opuszczenia przez nich swoich siedzib (tzw. Białej Chorwacji) do zasiedlenia terenów dzisiejszej Chorwacji.

## Przybycie Słowian

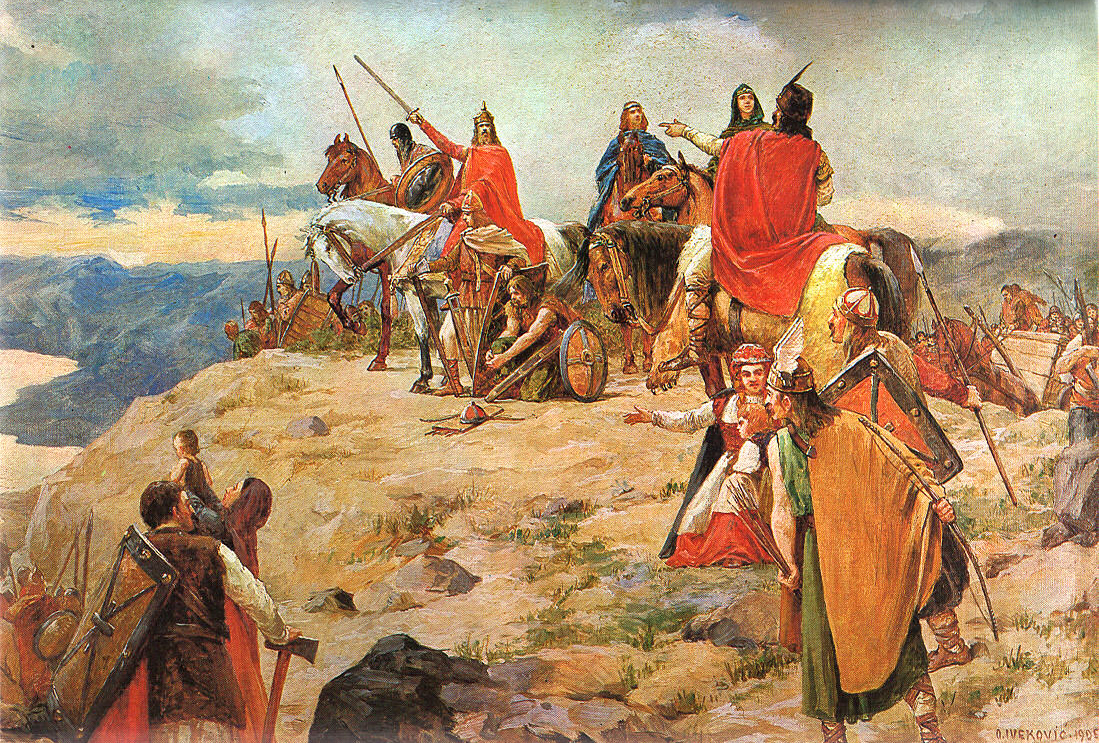
Oton Iveković: Przybycie Chorwatów nad Adriatyk

Ok. VI/VII w. na obszar Ilirii przybywają plemiona słowiańskie, w tym Chorwaci. Według chorwackiej tradycji, odnotowanej przez Konstantyna VII Porfirogenetę w dziele O zarządzaniu państwem, mieli oni przybyć w I poł. VII w. z położonej na północy praojczyzny, tzw. Białej Chorwacji. Dokładne położenie rzekomej macierzy plemion chorwackich nie jest znane; za pewne uznaje się jedynie przybycie z północy. Dodatkowo zarówno autorstwo rozdziałów XXX i XXXI z dzieła Porfirogenety (z których pochodzą wzmianki o Chorwatach) jak i ich treść jest kwestionowana jako subiektywna i niemająca charakteru kronikarskiego. Nie brakuje w niej również sprzeczność, m.in. w rozdziale XXIX i XXXI Porfirogeneta najpierw pisze, iż plemieniu Chorwatów przewodził bliżej nieznany książę, a następnie, że na jego czele stało 5 braci i 2 siostry. Podobny przekaz o podróżującym rodzeństwie jest rozpowszechniony wśród innych narodów słowiańskich, stąd wiarygodność tego źródła bywa kwestionowana.
Od dziesięcioleci toczy się spór historyczny, w którym przewijają się najróżniejsze lokalizacje rzekomej Białej Chorwacji – od, bardzo popularnej w chorwackiej świadomości narodowej, hipotezy małopolskiej (ściślej Krakowskiej), przez północne Czechy, aż po Karyntię i obszary na północ od Dunaju. Nie brakuje również historyków, którzy podają w wątpliwość sensowność całego sporu argumentując, iż podań o rzekomej etnogenezie Chorwatów nie sposób zweryfikować za pomocą źródeł pisanych, a i sama Biała Chorwacja mogła w ogóle nie istnieć. Historia o przybyciu Chorwatów z jednej, ściśle określonej praojczyzny według wielu badaczy nie jest przekazem historycznym, a właściwie legendarnym. Nazwy, których źródłosłów przypomina słowo Chorwat, najliczniej zachowały się w południowej Polsce i północno-wschodnich Czechach, jak również we wschodnich Niemczech oraz na Słowacji, co może wskazywać na potencjalną lokalizację chorwackiej praojczyzny w tych rejonach.

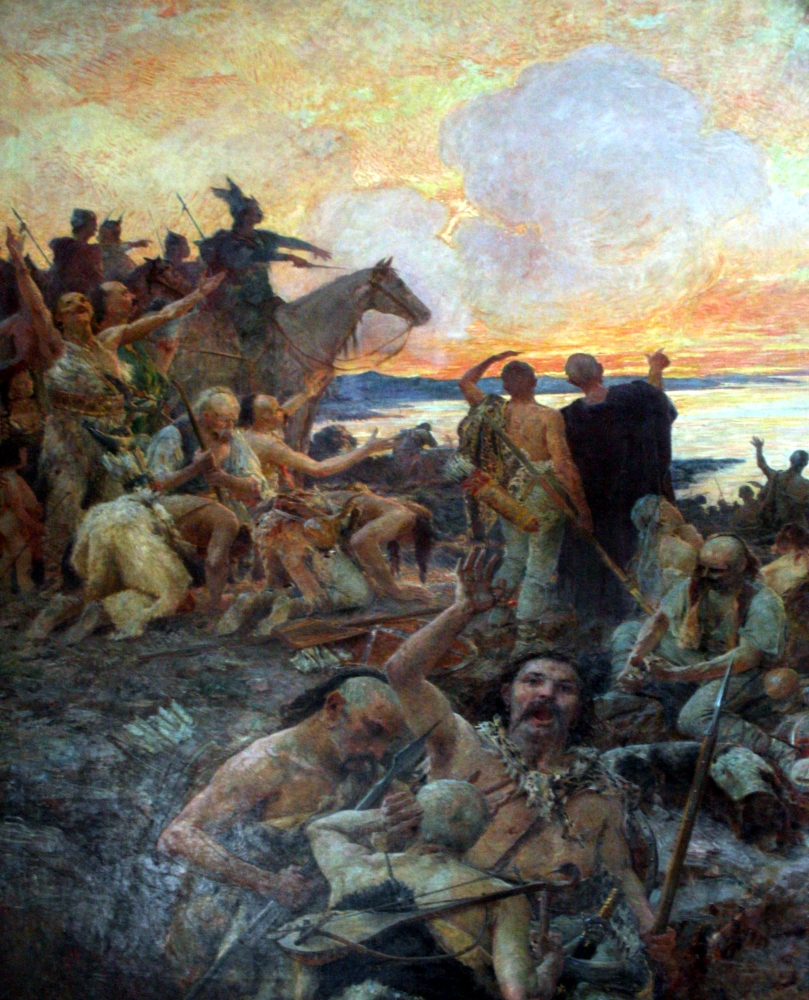
Celestin Medović: Przybycie Chorwatów

## Osadnictwo Słowian i asymilacja ludności autochtonicznej
Do czasów obecnych przetrwało bardzo mało źródeł archeologicznych oraz pisanych traktujących o pierwszych wiekach Chorwackiego osadnictwa. Badania językoznawcze dowodzą, iż slawizacja toponimii rozpoczęła się w I poł. VIII w. Nie wiadomo natomiast jak dokładnie przebiegał proces asymilacji przybyszów z autochtonami. Nie ma jasnej odpowiedzi czy osiedlanie się Słowian (nierzadko w towarzystwie innych plemion, zwłaszcza Awarów, z którymi tworzyli sojusze i związki plemienne) doprowadziło do przerwania istniejących na tym terenie tradycji iliryjskich czy ustanowienia swoistej kontynuacji. Nowsze badania kładą nacisk na proces koegzystencji, a następnie stapiania się obu grup, aniżeli na przekonanie o istnieniu dwóch diametralnie odmiennych, wyniszczających się etnosów: słowiańskiego i romańskiego. Konstantyn Porfirogeneta pisał jednak, iż w VII w., wraz z Awarami, Słowianie zniszczyli antyczne, rzymskie miasta Epidaurum i Salonę, lecz obecne badania nie potwierdzają tych doniesień. Jednakże historycznym faktem jest, iż Salona rzeczywiście przestała istnieć, a jej mieszkańcy przenieśli się do Splitu, być może zatem dochodziło do powolnego upadku miast romańskich pośrednio spowodowanego najazdami słowiańsko-awarskimi. 

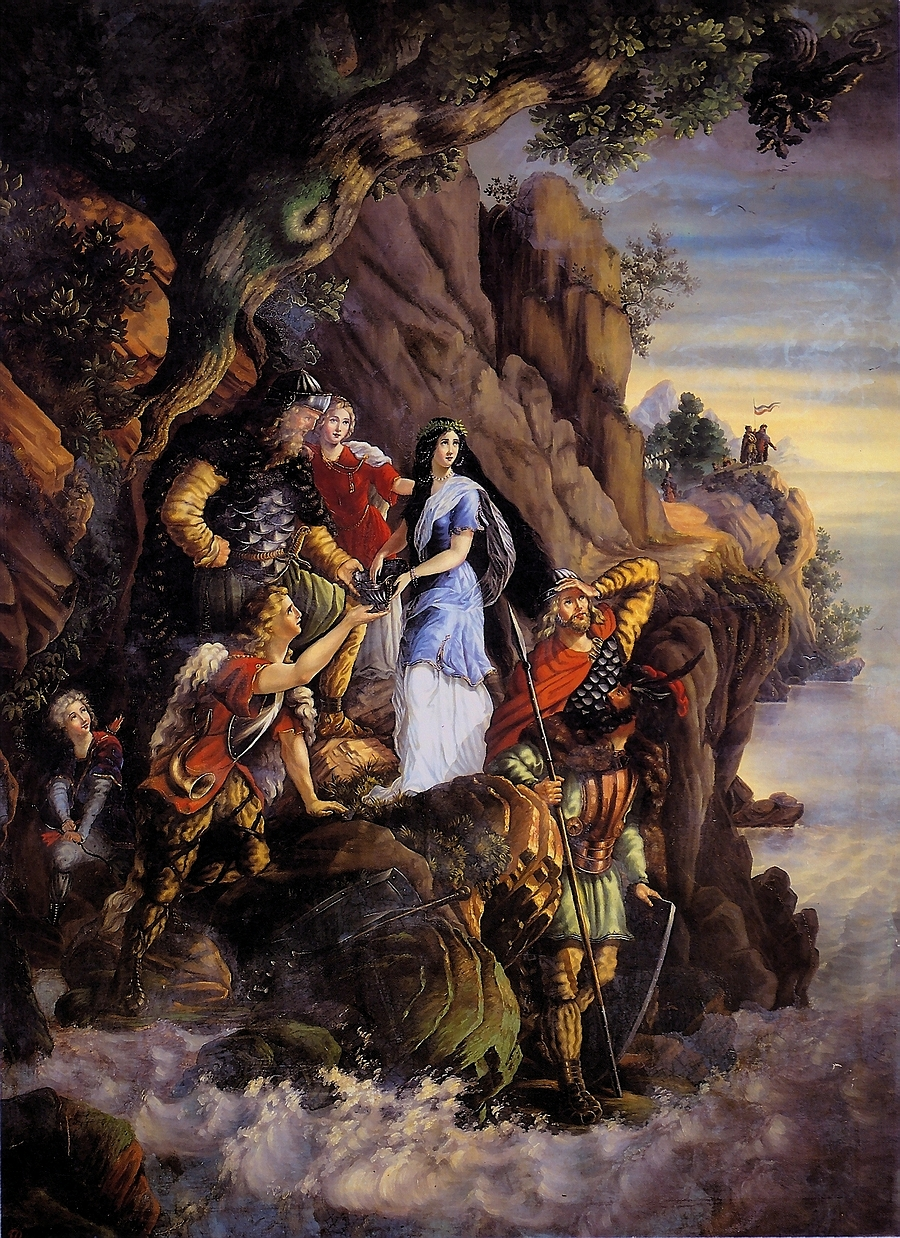
Ferdo Quiquerez: Przybycie Chorwatów nad morze

Mimo że wraz z najazdami nowych przybyszów duża część diecezji została ograbiona, liczne kościoły zburzone, a kapłani byli zabijani, organizacja Kościoła nie została na tych terenach zupełnie zniszczona. Ponieważ duchowni reprezentowali wysoki poziom kultury i wykształcenia, czym również pomagali ludziom w uprawie ziemi, leczeniu chorób, hodowli bydła czy wznoszeniu domów, głoszoną przez nich wiarę stopniowo przyjmowali również najeźdźcy – Słowianie, a dawne, antyczne ośrodki wiary znowu się ożywiały. Po przybyciu Słowian nastąpił wielowiekowy proces asymilacji, który zaowocował zeslawizowaniem niemal całego regionu iliryjskiego. Znaleziska archeologiczne poświadczają, że nowi mieszkańcy przejęli od autochtonów technologię budowy gospodarstw domowych oraz sposoby pochówku zmarłych. W dalszej kolejności również kulturę żywienia, czyli sposoby uprawy płodów rolnych charakterystycznych dla klimatu śródziemnomorskiego, połowu ryb oraz technologię wytwarzania wina. Z całą pewnością zachowali własny język, który narzucili autochtonom. Na różnych obszarach procesy stapiania się Ilirów z przybyszami wyglądały odmiennie. Na terenach niezaludnionych (np. Panonia i Góry Dynarskie) łatwiej było Słowianom utrzymać własną kulturę i sposób życia; nad morzem i na wyspach, gdzie silniejsze ośrodki wykształciła kultura romańska, było to znacznie trudniejsze. Pewnym ewenementem oraz tajemnicą historii pozostaje w jaki sposób wyraźnie niższa cywilizacyjnie ludność przybyła na nieznane sobie wcześniej terytoria, zdołała skutecznie wchłonąć ludność autochtoniczną. Iliryjska tradycja romańska najdłużej zachował się na wyspach, o czym zaświadcza, wolniejsza niż na lądzie, slawizacja toponimii. Ostatni znany użytkownik języka dalmatyńskiego – Tuone Udaina, zmarł na wyspie Krk w 1898 r. Nazwa Ilirowie i Illyricum (łacińska nazwa prowincji rzymskiej) przetrwały nawet po osiedleniu się Słowian na Półwyspie Bałkańskim i wielokrotnie w historii powracały m.in. w postaci, utworzonych przez Napoleona, Prowincji Iliryjskich oraz w nazwie XIX wiecznego ruchu odrodzenia narodowego – Iliryzmu.